# Ed Bradley
Ed Bradley (født 22. juni 1941, død 9. november 2006) var amerikansk journalist og bedst kendt fra tv-programmet 60 Minutes.
Ed Bradley blev uddannet lærer, men han begyndte som reporter i forbindelse med optøjer i Philadelphia i 1960'erne. I begyndelsen af 1970'erne rejste han til Paris, og da hans penge slap op, tjente han til opholdet ved at lave tv-reportager til CBS. Senere kom han til Sydøstasien, inden han vendte tilbage til USA, hvor han nu blev en af folkene i CBS-nyhedsstaben. I 1981 kom han til 60 Minutes, hvor hans reportager var med til at give programmet sit gode renommé. 
Han døde af kronisk lymfatisk leukæmi.